# فلاديمير نازور
فلاديمير نازور (30 ايار مايو 1876 - 19 حزيران يونيو 1949) شاعر وسياسي كرواتي شغل منصب أول رئيس لهيئة رئاسة البرلمان الكرواتي (رئيس الدولة الكرواتية)، وأول رئيس للبرلمان الكرواتي.
بدأ نازور حياته السياسية كرئيس لمجلس الدولة المناهض للفاشية من أجل التحرير الوطني لكرواتيا (ZAVNOH)، الجمعية التداولية الكرواتية المؤقتة للحرب العالمية الثانية، وانتقل إلى رئاسة أول برلمان وطني كرواتي بعد الحرب (بالكرواتية Narodni Sabor). كان بموجب القانون في نفس الوقت أول رئيس (غير ملكي) لدولة كرواتيا بشكل عام، وأول رئيس فعلي للدولة الجمهورية الكرواتية الحالية. كان لمنصبه سلطة سياسية حقيقية قليلة، والتي تم استثمارها بدلاً من ذلك في مكتب رئيس الوزراء و (بشكل غير رسمي) مع سكرتير الحزب الشيوعي الكرواتي.
ومع ذلك، يتم تذكر نازور باعتباره شاعرًا وكاتبًا ومترجمًا وإنسانيًا معروفًا. على الرغم من أنه لم يكن سياسيًا نشطًا حتى عام 1941، إلا أنه كان له تأثير سياسي كبير من خلال الجوانب الأخلاقية لعمله خلال مملكة يوغوسلافيا قبل الحرب.

## أعماله
تزامنت أعمال نازور المبكرة مع صعود الحركة الأدبية الكرواتية الشابة. اكتسب شعبية أدبية كبيرة في كرواتيا عندما كتب عن الأساطير والقصص الشعبية. لا تزال حكاية يوجه الكبير (Veli Jože) (1908) تحظى بشعبية: فهي تتميز بعملاق مفيد وطيب القلب يدعى يوجه، يعيش في المنطقة المحيطة ببلدة موتوفون (في استيريا). جعلته قصيدته الشهيرة Hrvatski kraljevi (الملوك الكرواتيين) (1912) الشاعر الوطني العظيم في كرواتيا. كشفت حكايات من إيستريا (Istarske priče) (1913) عن مهارته في سرد القصص وإتقانها. من خلال إلقاء الضوء على شخصية السلاف الجنوبيين من خلال حكايات كرواتيا، ساهم بشكل كبير في خلق الوعي الوطني اليوغوسلافي.
دعم نازور تحالف المعارضة بقيادة فلادكو ماتشيك في الانتخابات اليوغوسلافية عام 1938. خلال الحرب العالمية الثانية، في 30 ديسمبر 1941، أصبح نازور عضوًا في الأكاديمية الكرواتية للعلوم والفنون بموجب مرسوم حكومي، 
لكن في عام 1942 هرب من زغرب مع الشاعر إيفان جوران كوفاتشيتش في قارب عبر نهر كوبا، وذلك وقد وصف ما حدث في قصيدة "قارب على آوبا (CAMAC غ Kupi) وانضم إلى ألبرتيزان. ومع ذلك، هناك أيضًا قصة مختلفة تتعلق بهروب نازور المزعوم. وفقًا للكاتب والسياسي الكرواتي Nedjeljko Mihanović (نقلاً عن شهادة من أخت نازور)، فإن نازور - الذي كان في ذلك الوقت كان كبيرًا في السن ويعاني من مشاكل صحية - لم يهرب بمحض إرادته ولكنه اختطفه عملاء شيوعيون لأغراض دعائية وأُجبروا فيما بعد للتعاون مع الحكومة الجديدة.
أصبح نازور أحد أقرب المقربين لجوزيب بروز تيتو ورئيس جمعية الحرب العالمية الثانية الكرواتية ZAVNOH . بعد الحرب، أصبح أول رئيس لبرلمان جمهورية كرواتيا الشعبية (رئيس هيئة رئاسة مجلس الشعب)، وبالتالي أصبح أول رئيس دولة للدولة الكرواتية الحديثة في جمهورية يوغوسلافيا الاتحادية الشعبية. . ومضى في كتابة مذكرات الحرب مع الثوار (S partizanima) (1943-1945). تألفت أعمال نازور بعد الحرب العالمية الثانية في الغالب من أعمال داعمة بقوة لنظام تيتو الشيوعي. له المبجلة قصيدة titov Naprijed - إلى الأمام تيتو - كان يحفظ الشهيرة من قبل أجيال من أطفال المدارس في جميع أنحاء يوغوسلافيا بشكل جيد حتى الثمانينات. قصائد أخرى مثل Drug Tito (الرفيق تيتو) و Naš vođa (قائدنا) و Uz Maršala Tita (مع Mashal Tito) والعديد من القصائد الأخرى كان لها أسلوب الواقعية الاشتراكية المماثلة التي تعزز عبادة شخصية تيتو. ومع ذلك، فهي مسألة نقاش حول ما إذا كان نازور قد أصبح بالفعل شيوعياً متحمساً أو دعم النظام في الغالب بسبب الخوف والانتهازية. يتأمل موقفه في ظل الحكومة الشيوعية في مذكراته المكتوبة بخط اليد Večernje bilješke (1945) ملاحظات Nazor «لقد أعطوني الكثير من الشرف ولكن لا قوة!» ("Doduše، dodijeliše mi čast، ali ne i vlast!").

## كشاعر
كان نازور مؤلفًا منتجًا للغاية. كان سيد النثر، لكن أعظم إنجازاته كانت في الشعر الغنائي. واحدة من أعماله النثرية الرئيسية هي الرواية الشاملة لودا الراعي (باستير لودا) (1938). يصف العمل تاريخ جزيرته الأم براك كما قال من قبل LODA، وهو إله الغابات، واحدة من آخر من هذا النوع في الجزيرة.
بدأت طريقة نازور الإبداعية في الشعر من الفلسفة المتعالية الميتافيزيقية ووصلت إلى الفعل الثوري المادي، إلى المخطط العقلاني والبنية البلورية الفنية التوافقية والاحتجاج الداخلي ضد التعبير الفني في المستقبل، والدادائية، والتعبيرية، والسريالية، وكذلك التعليم الإرشادي للواقعية الاشتراكية. لذلك، تشتمل أعماله على الكثير من اتجاهات الأسلوب، من الكلاسيكية الجديدة إلى السريالية وعلى الرغم من عدم تجانسها، إلا أنها تنتمي في جوهرها إلى الرمزية. يصعب قراءة قصائد نازور، بسبب إخضاع المحتويات للتشكيل - خاصة في السوناتات، وإيقاع الإيقاع، وتقصير أحرف العلة لضبط عدد المقاطع اللفظية وتقدم الجملة إلى الآية التالية بالإضافة إلى استخدام أكاديمي، غير نمطي، نادر. وكلمات قديمة.
كتب نازور أكثر من 500 قصيدة. يشير شعره إلى أن الفن أقوى من الناحية الجمالية من الواقع، لأن الفن يعكس جوهر العالم الحقيقي. إن المرحلة الأولى من أعمال نازور الشعرية هي في الغالب موضوع بحث العلماء الآن، لكن قصيدة غاليرين (Galiotova pesan) من ذلك الوقت (1903)، التي تصف معاناة وحزن عبيد في المطبخ، تصل إلى معنى عالمي على أنها إدانة للقمع على الإطلاق ولا تزال قائمة. كواحد من أكثر رفض العبودية تعبيرا.
ربما وصلت نازور إلى أعلى نطاق في قصائد ما يسمى بالمرحلة الوثنية، والتي نُشرت في كتب قصائد شعرية (ليريكا) (1910) وقصائد جديدة (نوف بيجسمي) (1913). وتشتمل هذه القصائد، المفعمة بالنشوة العاطفية، على رموز الحياة، وخصوبتها الأبدية، وتحولات الطبيعة الوجودية، والتأكيد الحسي للحب؛ تسود الحياة مدى الحياة نفسها، لذلك تؤخذ الحياة بكل تنوعها. عرض Vitalistic الحياة وسحر من الريف - السرو (Čempres)، ديونيسوس قصائد (Dionizijske pjesme)، الزيز (Cvrčak) والزيتون (ماسلينا)، وكذلك تجربة تأملية والروحانية من المظاهر الطبيعية - Turris العاجية، notturno هل، غابة ينام (Šuma spava) و Trunk (Stablo) و Spider (Pauk)، تهيمن على مرتفعات تلك المرحلة، وهذه هي مرتفعات شعر نازور على الإطلاق. قصائد الزيز، الزيتون، notturno هل وينام الغابات تنتمي إلى الجزء العلوي من الشعر العالمي.
تحدث فلاديمير نازور عدة لغات وترجم من الإيطالية (دانتي - ديفينا كوميديا، جيوسوي كاردوتشي، جيوفاني باسكولي، غابرييل دانونزيو)، الألمانية (غوته، هاينه)، الفرنسية (هوغو، ألفريد دي موسيت) والإنجليزية (شكسبير).
دفن نازور في مقبرة ميروجوي. منذ عام 1959، عينت كرواتيا جائزة الدولة للإنجاز الفني جائزة فلاديمير نازور. في عام 2008، تم تسمية ما مجموعه 306 شوارع في كرواتيا باسم نازور، مما يجعله ثاني أكثر الأسماء شيوعًا للشوارع في البلاد.

## أعماله
- قائمة أعمال نازور في ويكيبيديا الكرواتية
- Na vrhu jezika i pera ، النشر الكرواتي والمعهد الببليوغرافي، 1942

تمت ترجمة أعماله إلى اللغات التالية (قائمة غير كاملة):
- إيطالي
- المجرية
- السلوفينية
- ألمانية